# Empis syusiroiana
Empis syusiroiana är en tvåvingeart som beskrevs av Frey 1953. Empis syusiroiana ingår i släktet Empis och familjen dansflugor. Inga underarter finns listade i Catalogue of Life.